# Issa Coulibaly (basket-ball)
Pour les articles homonymes, voir Issa Coulibaly et Coulibaly.
Issa Coulibaly, né le 4 mai 1995 à Bamako, est un joueur malien de basket-ball.